# Jintang (socken i Kina, Henan)
Jintang (kinesiska: 靳堂, 靳堂乡) är en socken i Kina. Den ligger i provinsen Henan, i den centrala delen av landet, omkring 44 kilometer nordost om provinshuvudstaden Zhengzhou. Antalet invånare är 44 607. Befolkningen består av 21 796 kvinnor och 22 811 män. Barn under 15 år utgör 24,0 %, vuxna 15-64 år 66 %, och äldre över 65 år 8,0 %.
Genomsnittlig årsnederbörd är 681 millimeter. Den regnigaste månaden är juli, med i genomsnitt 182 mm nederbörd, och den torraste är januari, med 4 mm nederbörd.